# Sebastião Anastácio de Paula
Sebastião Anastácio de Paula (Inhapim, 10 de julho de 1907-26 de agosto de 1997) foi um médico e político brasileiro
Sebastião Anastácio de Paula foi o 1º prefeito de Conselheiro Pena, que juntamente com o advogado Dr. Lívio de Freitas Silva, organizou e implantou a primeira Prefeitura Municipal de Conselheiro Pena, instalada à rua Benedito Valadares N.º 1493. Foi nomeado para o cargo pelo então governador Benedito Valadares. Conseguiu delimitar as fronteiras e garantir para o estado de Minas Gerais a posse definitiva da localidade de Mantena. “Já como Prefeito, ele foi até São Francisco de Cima, delimitou as divisas do Estado de Minas com as autoridades do Espírito Santo...”. Seu mandato durou de 01/01/1939 até 30/11/1946.
 ... Em 17 de dezembro de 1938, o prefeito do Município de Conselheiro Pena, Dr. Sebastião Anastácio de Paula, feliz com o crescimento do povoado de “Barra do Córrego dos Ilhéus”, transformou-o em distrito pela Lei n0 158, foi criado o distrito de Bom Jesus do Mantena, compreendendo toda a região do São Mateus do Sul, com a participação do distrito de Lajão que se tornou município de Conselheiro Pena. Foi deputado estadual em Minas Gerais, durante o período de 1955 a 1971 (3ª legislatura, pelo PST, 4ª e 5ª legislaturas, pelo PSD e 6ª legislatura, pela ARENA). Em 1969 foi nomeado Ministro do Tribunal de Contas do Estado de Minas Gerais.

viveu maior parte de sua vida em:
Conselheiro Pena (Em 1938, através do decreto Lei n.º 148 de 17 de dezembro, o distrito do Lajão, até então pertencente à Itanhomi, foi elevado a Município com o nome de Conselheiro Pena, em homenagem a Afonso Augusto Moreira Pena).